# Namjachingu
Namjachingu (남자친구?, lett. "Ragazzo"; titolo internazionale Encounter) è un drama coreano trasmesso su tvN dal 28 novembre 2018 al 24 gennaio 2019.

## Trama
Uniti dal destino, una donna che sembra avere tutto e un giovane che sembra non avere nulla decidono di rinunciare a una vita normale per stare insieme.

## Personaggi
- Cha Soo-hyun, interpretata da Song Hye-kyo
- Kim Jin-hyuk, interpretato da Park Bo-gum
- Jung Woo-seok, interpretato da Jung Seung-jo
- Cha Jong-hyun, interpretato da Moon Sung-keun
- Jin Mi-ock, interpretata da Nam Ki-ae
- Nam Myeong-sik, interpretato da Ko Chang-seok
- Jang Mi-jin, interpretata da Kwak Sun-young
- Kim Hwa-jin, interpretata da Cha Hwa-yeon
- Kim Jang-soo, interpretato da Shin Jung-geun
- Joo Yeon-ja, interpretata da Baek Ji-won
- Kim Jin-myung, interpretato da P.O
- Lee Dae-chan, interpretato da Kim Joo-heon

## Ascolti
| Episodio | Data di trasmissione | Dati AGB            | Dati AGB                   | Dati TNmS           | Dati TNmS                  |
| Episodio | Data di trasmissione | A livello nazionale | Area metropolitana di Seul | A livello nazionale | Area metropolitana di Seul |
| -------- | -------------------- | ------------------- | -------------------------- | ------------------- | -------------------------- |
| 1        | 28 novembre 2018     | 8,683%              | 11,454%                    | 9,4%                | 10,7%                      |
| 2        | 29 novembre 2018     | 10,329%             | 12,868%                    | 11,0%               | 12,6%                      |
| 3        | 5 dicembre 2018      | 9,251%              | 11,772%                    | 10,2%               | 11,5%                      |
| 4        | 6 dicembre 2018      | 9,264%              | 11,468%                    | 9,2%                | -                          |
| 5        | 12 dicembre 2018     | 8,513%              | 10,575%                    | 10,5%               | 12%                        |
| 6        | 13 dicembre 2018     | 8,594%              | 10,906%                    | 8,1%                | -                          |
| 7        | 19 dicembre 2018     | 8,592%              | 10,612%                    | 8,6%                | -                          |
| 8        | 20 dicembre 2018     | 9,166%              | 11,776%                    | 7,7%                | -                          |
| 9        | 2 gennaio 2019       | 7,810%              | 9,845%                     | 7,2%                | -                          |
| 10       | 3 gennaio 2019       | 7,962%              | 9,590%                     | 7,%                 | -                          |
| 11       | 9 gennaio 2019       | 7,513%              | 9,310%                     | 7,5%                | -                          |
| 12       | 10 gennaio 2019      | 7,623%              | 9,630%                     | 7,3%                | -                          |
| 13       | 16 gennaio 2019      | 7,927%              | 10,043%                    | 8,0%                | -                          |
| 14       | 17 gennaio 2019      | 7,702%              | 9,678%                     | 7,4%                | -                          |
| 15       | 23 gennaio 2019      | 7,999%              | 10,590%                    | 7,9%                | -                          |
| 16       | 24 gennaio 2019      | 8,678%              | 11,161%                    | 7,4%                | -                          |
| Media    | Media                | 8.475%              | 10.704%                    | 8.4%                | -                          |

## Colonna sonora
1. The Day We Met (영화 같던 날) – Cheeze
2. Into My Heart (그대가 이렇게 내 맘에) – Lee So-ra
3. Don't Hesitate (망설이지 마요) – Yong Jun-hyung (Highlight)
4. The Night (그 밤) – Eric Nam
5. Flutter (설렘) – O.WHEN
6. Take Me On (나를 데려가 라) – SAya, SALTNPAPER
7. Always Be With You (그대여야만 해요) – Baek A-yeon
8. Fairytale (동화) – Ra.D
9. Good Night (안녕히 주무세요) – Seo Ji-an

## Distribuzioni internazionali
| Paese            | Canale/i     | Prima TV                         | Titolo adottato |
| ---------------- | ------------ | -------------------------------- | --------------- |
| Sud-est asiatico | tvN Asia     | 29 novembre 2018-25 gennaio 2019 | Encounter       |
| Malaysia         | 8TV          | 10 dicembre 2018-4 marzo 2019    | 男朋友          |
| Singapore        | Hub VV Drama | 8 dicembre 2018-2 febbraio 2019  | 男朋友          |
| Hong Kong        | Now TV       | 26 maggio-18 giugno 2019         | 男朋友          |
| Indonesia        | Trans TV     | 7-26 gennaio 2019                | Encounter       |
| Filippine        | ABS-CBN      | 5 agosto-27 settembre 2019       | Encounter       |
| Cile             | ETC          | 9 settembre-novembre 2019        | Encuentro       |